# 랴옥시사우루스
랴옥시사우루스(학명:Liaoxisaurus chaoyangensis)는 도마뱀아목에 이케초사우루스과에 속하는 도마뱀이다. 지금은 멸종된 종으로 몸길이가 2~3m인 거대한 도마뱀에 속한다.

## 특징
랴옥시사우루스는 악어처럼 생긴 수생 파충류의 일종인 초리스토데르의 속이다. 중국 랴오닝시 차오양 주포탕성 주포탕(州浦東省)의 지대에서 주로 살았던 종이다. 백악기 암에서 발견된 부분 표본에서 알 수 있다. 랴오시사우루스는 2005년에 가오춘링, 뤼준창에서 발견되었고 처음으로 발견한 중국의 고생물학자들이 이름을 지었다. 정식적인 학명은 L. chaoyangensis이다. 물과 육지의 양쪽애서 살 수가 있었던 수륙양용이였던 종으로 몸에는 피부로 하는 호흡과 코로 하는 호흡을 모두 할 수가 있었던 특징이 있었다. 양턱에는 크고 날카로운 삼각형의 모양을 가진 이빨들이 줄지어 나 있으며 이를 통해 먹이를 사냥했을 것으로 보인다. 먹이로는 당대에 서식했던 물고기, 갑각류, 무척추동물을 잡아먹고 살았을 육식성의 포식자로 추정되는 종이다.

## 생존시기와 서식지와 화석의 발견
랴옥시사우루스가 생존했던 시기는 중생대의 백악기 초기로 지금으로부터 1억 4550만년전~1억 2000만년전에 생존했던 종이다. 생존했던 시기에는 중국을 중심으로 하는 동남아시아의 강과 숲으로 이뤄진 밀림에서 주로 서식했던 도마뱀이다. 화석의 발견은 2005년에 중국의 백악기에 형성된 지층에서 중국의 고생물학자들에 의해 처음으로 발견이 되어 새롭게 명명된 종이다.

## 같이 보기
- 파충류
- 중생대
- 백악기
- 도마뱀
- 화석